# 馬渕智子
馬渕 智子（まぶち さとこ、1982年2月17日 - ）は、愛知県名古屋市出身の女子ソフトボール選手（外野手）。右投左打。身長163cm。元日立ソフトウェア所属。元ソフトボール日本代表。北京オリンピック金メダリスト。

## 経歴
2000年、愛知県の星城高等学校卒業後、日立ソフトウェアに入団。翌年よりレギュラーに定着し、2002年-2005年、2008年-2010年に日本リーグ1部ベストナイン、2003年-2005年に本塁打王、2003年、2005年、2008年に打点王と、日本を代表する長距離打者として活躍。2008年には日本代表として北京オリンピックに出場し、4番打者として金メダル獲得に貢献した。2010年シーズン終了をもって現役引退。

## 詳細情報

### 日本リーグ個人表彰
- 2002年 - ベストナイン賞（外野手）
- 2003年 - 本塁打王（8本）、打点王（15打点）、ベストナイン賞（外野手）
- 2004年 - 本塁打王（4本）、ベストナイン賞（外野手）
- 2005年 - 本塁打王（4本）、打点王（16打点）、ベストナイン賞（外野手）
- 2008年 - 打点王（16打点）、ベストナイン賞（外野手）
- 2009年 - ベストナイン賞（外野手）
- 2010年 - ベストナイン賞（外野手）

### 背番号
- 25（2000 - 2004）
- 10（2005 - 2006）
- 25（2007 - 2010）